# توماس مادن
توماس مادن (انگلیسی: Thomas F. Madden؛ زادهٔ ۱۹۶۰) تاریخ‌نگار و استاد دانشگاه اهل ایالات متحده آمریکا است که در حوزه تاریخ جنگ‌های صلیبی و تاریخ ونیز فعالیت می‌کند. وی همچنین برندهٔ جوایزی همچون کمک‌هزینه گوگنهایم شده‌است.